# Bäralmssläktet
Bäralmssläktet (Celtis)  är ett släkte av hampväxter. Bäralmar ingår i familjen hampväxter.

## Bäralmar i alfabetisk ordning[1]
- Celtis adolfi-friderici
- Celtis africana
- Celtis australiensis
- Celtis australis, europeisk bäralm, micocoulier de Provence
- Celtis bainingensis
- Celtis balansae
- Celtis berteroana
- Celtis bifida
- Celtis biondii
- Celtis boninensis
- Celtis brasiliensis
- Celtis bungeana
- Celtis caudata
- Celtis cerasifera
- Celtis chekiangensis
- Celtis chicape
- Celtis choseniana
- Celtis conferta
- Celtis cordifolia
- Celtis durandii
- Celtis edulis
- Celtis ehrenbergiana
- Celtis glabrata
- Celtis gomphophylla
- Celtis harperi
- Celtis hildebrandii
- Celtis hypoleuca
- Celtis iguanaea
- Celtis jamaicensis
- Celtis jessoensis
- Celtis julianae
- Celtis koraiensis
- Celtis laevigata
- Celtis latifolia
- Celtis lindheimeri
- Celtis loxensis
- Celtis luzonica
- Celtis madagascariensis
- Celtis mildbraedii
- Celtis occidentalis, bäralm
- Celtis orthacanthos
- Celtis pacifica
- Celtis palauensis
- Celtis paniculata
- Celtis petenensis
- Celtis philippensis
- Celtis planchoniana
- Celtis rigescens
- Celtis rubrovenia
- Celtis salomonensis
- Celtis schippii
- Celtis sinensis
- Celtis spinosa
- Celtis tenuifolia
- Celtis tessmannii
- Celtis tetrandra
- Celtis tikalana
- Celtis timorensis
- Celtis toka
- Celtis tournefortii
- Celtis trinervia
- Celtis tupalangi
- Celtis vandervoetiana
- Celtis vitiensis
- Celtis zenkeri

## Bildgalleri

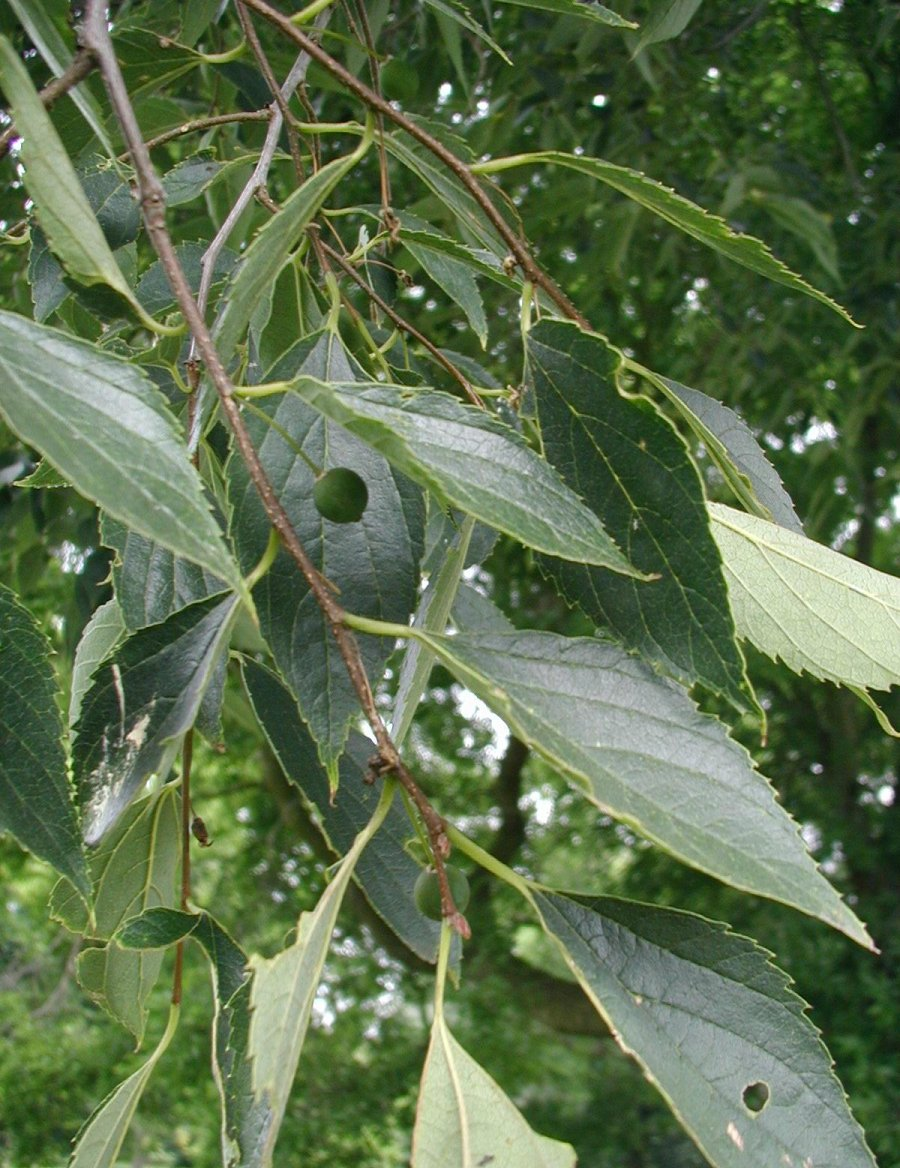
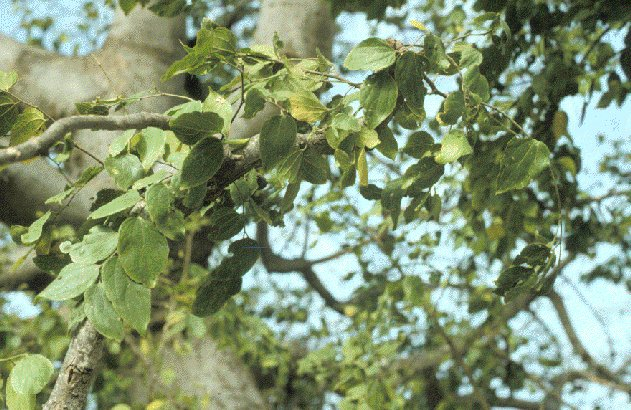
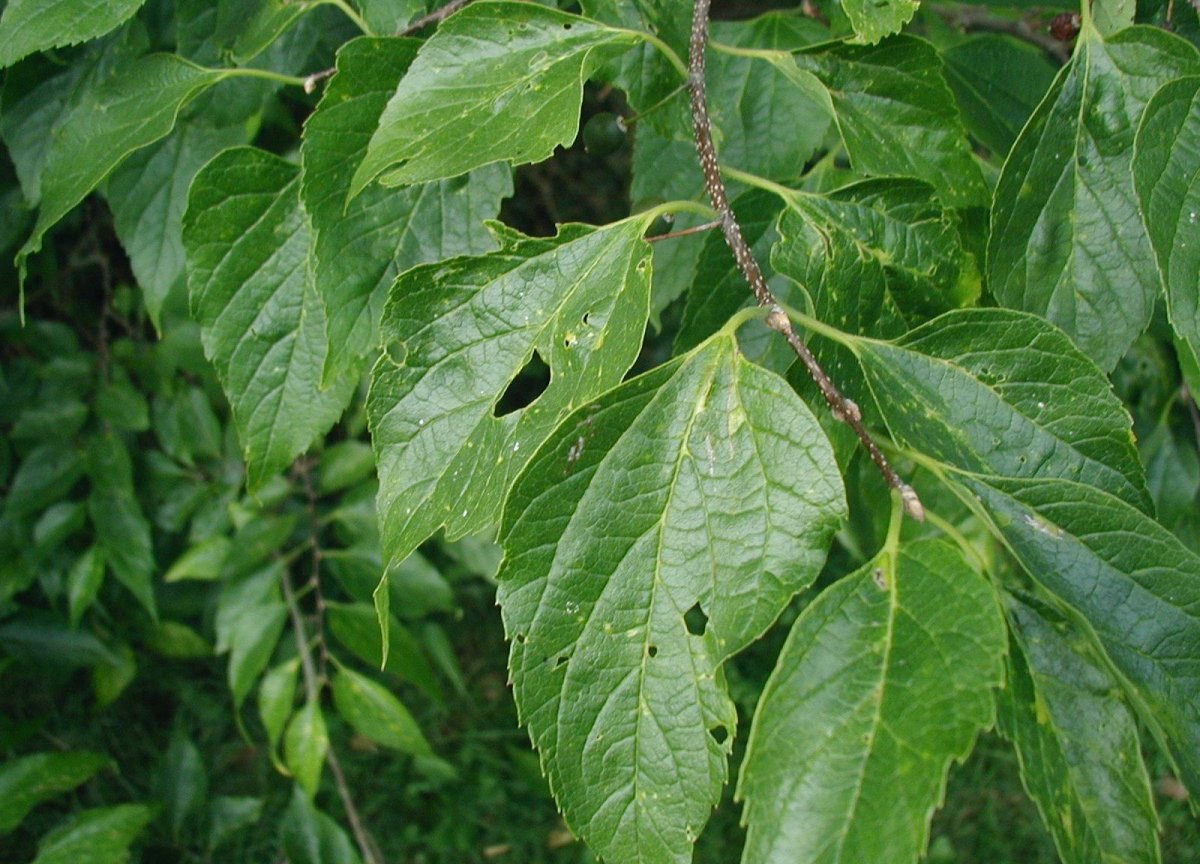
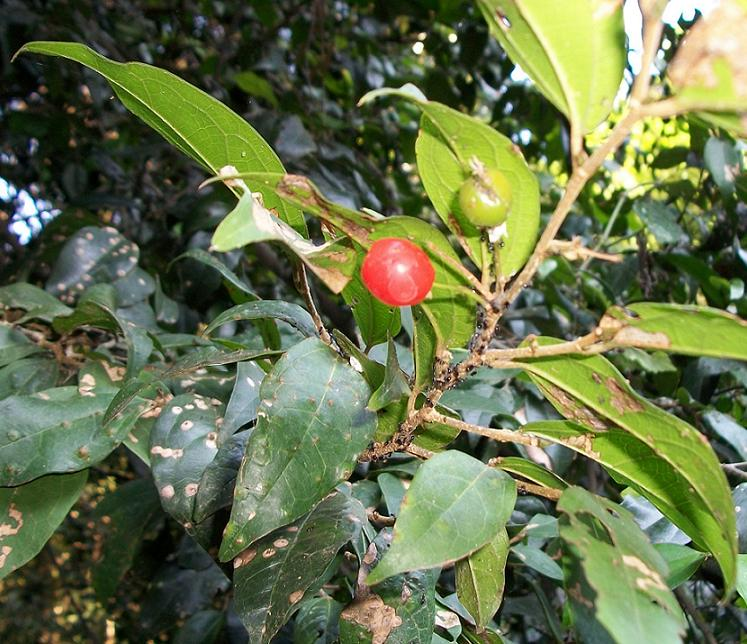
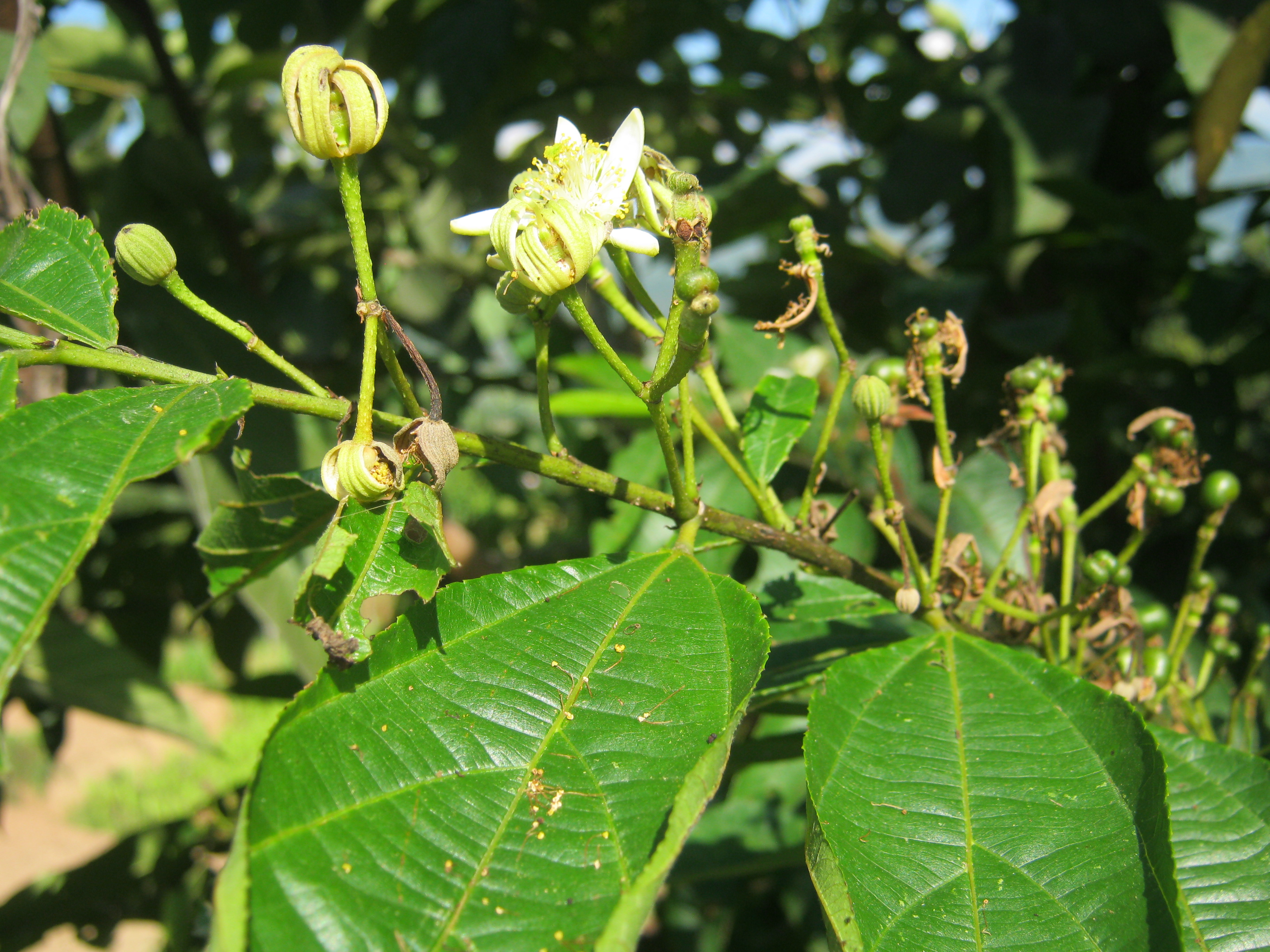